# سياسيايكيخسرو (مقاطعة إسلام آباد غرب)
سياسيايكيخسرو (بالفارسية: سیاسیای‌کیخسرو) هي قرية تقع في قسم حومة الجنوبي الريفي (مقاطعة إسلام آباد غرب) في إيران. يقدر عدد سكانها بـ 656 نسمة بحسب إحصاء 2016.